# Técnica mista

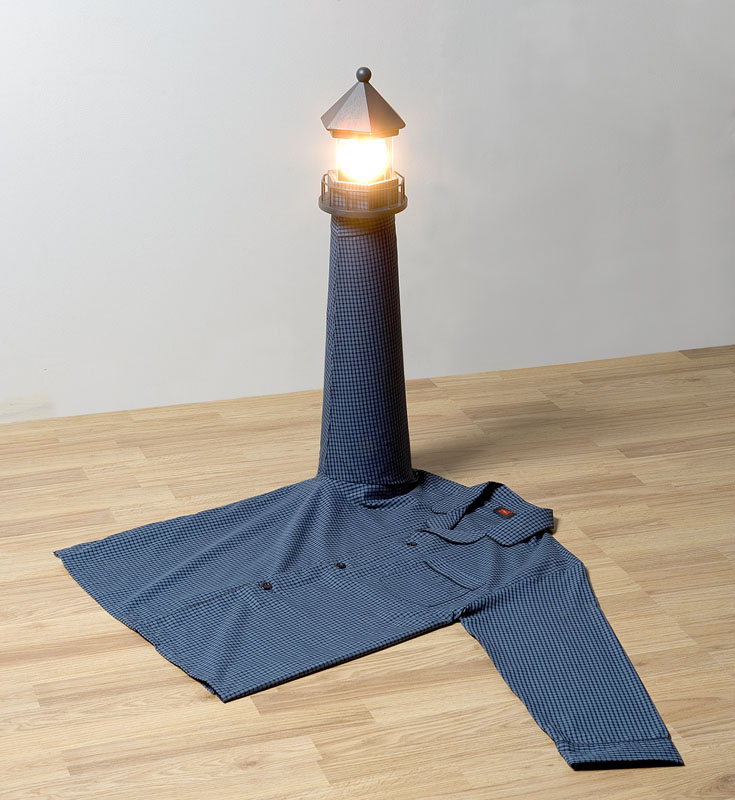
Técnica mista por Adam Niklewicz, 2005

Em artes visuais, técnica mista (também mídia mista ou mixed media, do inglês) descreve obras de arte em que mais de um meio ou material é empregado. Assemblages, colagens e esculturas são três exemplos comuns de arte que usam diferentes técnicas. Os materiais usados para criar arte com técnica mista incluem, mas não estão limitados a, tinta, tecido, papel, madeira e ready-made.
A arte da técnica mista distingue-se da arte multimídia que combina arte visual com elementos não visuais, como som gravado, literatura, drama, dança, gráficos em movimento, música ou interatividade.

## Tipos de arte de técnica mista
A arte de técnica mista pode ser diferenciada em tipos distintos, alguns dos quais são:
Colagem: esta é uma forma de arte que envolve a combinação de diferentes materiais como fitas, recortes de jornais, fotografias etc. para criar um novo todo. Embora fosse uma prática esporádica na antiguidade, tornou-se parte fundamental da arte moderna no início do século 20, devido aos esforços de Braque e Picasso.
Assemblage: Esta é uma variante tridimensional da colagem com elementos que se projetam para dentro ou para fora de um substrato definido, ou um arranjo inteiramente 3D de objetos e/ou esculturas.
Arte de objetos encontrados: São objetos encontrados e usados por artistas e incorporados em obras de arte por causa de seu valor artístico percebido. Foi popularizado pelo artista conceitual Marcel Duchamp.
Livros alterados (altered book): Esta é uma forma específica onde o artista irá reutilizar um livro modificando/alterando-o fisicamente para uso na obra. Isso pode envolver cortar e colar páginas fisicamente para alterar o conteúdo do livro ou usar os materiais do livro como conteúdo para uma obra de arte.
Técnica úmida e seca: A técnica úmida consiste em materiais como tintas que utilizam algum tipo de liquidez em seu uso ou composição. Materiais secos (como lápis, carvão e giz de cera) carecem dessa liquidez inerente. O uso de técnica úmida e seca em conjunto é considerado técnica mista por sua combinação de técncias inerentemente diferentes para criar uma peça finalizada.